# Alondra de la Parra
Alondra de la Parra Borja (* 31. Oktober 1980 in New York) ist eine mexikanische Dirigentin. Von 2017 bis 2019 war sie Chefdirigentin des Queensland Symphony Orchestra.

## Leben
Als Alondra zwei Jahre alt war, zog ihre Familie nach Mexiko. Mit sieben Jahren begann sie Klavier zu spielen. Mit 13 erhielt sie Cello-Unterricht, mit 16 besuchte sie eine Privatschule in England. Alondra de la Parra war zweimal verheiratet, darunter von 2008 bis 2010 in erster Ehe mit Carlos Zedillo, dem Sohn Ernesto Zedillos. Mit ihrem Partner Teo de María y Campos hat sie zwei Söhne, die 2015 und 2018 zur Welt gekommen sind. Seit 2019 lebt sie in Berlin.

## Beruflicher Werdegang

### Ausbildung
Nach ihrer Rückkehr nach Mexiko studierte sie am Centro de Investigación y Estudios Musicales in Mexiko-Stadt Komposition, bevor sie mit 20 Jahren an die Manhattan School of Music nach New York ging, wo sie Klavier bei Jeffrey Cohen und Dirigieren bei Kenneth Kiesler studierte.

### Alondra de la Parra als Dirigentin
Von Januar 2017 bis November 2019 war sie Chefdirigentin des Queensland Symphony Orchestra.
Alondra de la Parra dirigierte als Gastdirigentin folgende Orchester:
- Nordamerika: die Symphonieorchester von Dallas, Houston, San Francisco, Phoenix, Columbus und San Antonio, das Los Angeles Chamber Orchestra, das New World Symphony Orchestra Miami, das kanadische Edmonton Symphony Orchestra, die Washington National Opera; seit 2005 musikalische Leiterin des Music Festival of the Americas in Stowe, Vermont
- Deutschland: sowohl das WDR-Funkhaus- als auch das Sinfonieorchester[8], die Kammerakademie Potsdam, das Moritzburg-Festival-Orchester, die Bamberger Symphoniker, die Sächsische Staatskapelle Dresden, das hr-Sinfonieorchester, die Deutsche Kammerphilharmonie Bremen, das Orchester der Ludwigsburger Schlossfestspiele[9] und Mitwirkung bei den Festspielen Mecklenburg-Vorpommern
- Dänemark: das Tivoli-Symphonieorchester
- Russland: das Russische Nationalorchester
- Brasilien: das Orquestra Sinfônica do Estado de São Paulo
- Mexiko: das Orquesta Sinfónica del Estado de México (Toluca), das Orquesta Sinfónica de Xalapa (Xalapa), das Orquesta Sinfónica Nacional (Mexiko-Stadt) und das Orquesta Sinfónica de Aguascalientes, Aguascalientes
- Venezuela: das Simón-Bolívar-Jugendorchester
- Argentinien: das Orquesta Filarmónica de Buenos Aires
- Uruguay: das Philharmonische Orchester Montevideo, Montevideo
- Singapur: das Singapore Sun Festival Orchestra
- Frankreich: das Orchestre de Paris
- Schweiz: das Tonhalle-Orchester Zürich

### Alondra de la Parra als Gründerin
2004, im Alter von 23 Jahren, gründete Alondra de la Parra in New York das Philharmonic Orchestra of the Americas (POA) mit dem Ziel, die Arbeit junger Solisten und Komponisten in Nord- und Südamerika zu fördern. Das POA geht auf internationale Tourneen und führt Wettbewerbe junger Komponisten durch. Ihre bislang einzige Einspielung mit dem POA ist Mi Alma Mexicana/My Mexican Soul (2010).